# Slatinný potok (Křemelná)
Der Slatinný potok (deutsch Filzbach, abschnittsweise auch Gerlbach und Neubrunster Bach) ist ein rechter Zufluss der Křemelná in Tschechien.

## Verlauf
Der Slatinný potok entspringt am Osthang des Pancíř (1214 m n.m.) im Böhmerwald. An seinem zunächst nach Osten führenden Oberlauf stürzt der Bach mit starkem Gefalle vom Pancířský hřbet (Panzerkamm) zur Kochánovské pláně (Kocheter Hochfläche) hinab. In der Ansiedlung Nový Brunst (Neubrunst) nimmt der Slatinný potok zahlreiche kleine Moorbäche auf und ändert seine Richtung nach Südosten und fließt durch den Gerlwald nach Gerlova Huť (Gerlhütte); dieser Abschnitt ist Teil des Naturreservats „Prameniště“. Anschließend wird der Bach von der E 53/Staatsstraße I/27 zwischen Klatovy und Železná Ruda überquert. Danach fließt der Slatinný potok auf das Gebiet des Nationalparks Šumava. Dort erreicht der bis dahin früher Neubrunster Bach genannte Wasserlauf die Wüstung Gerlova Pila (Gerlsäge), wo der Gerlův potok (Gerlbach) einmündet; nachfolgend trug der Bach an seinem Mittellauf bis zur Einmündung des Sklářský potok (Schreitbach) den deutschen Namen Gerlbach. Der Mittellauf des Slatinný potok führt in einem seichten sumpfigen Grund durch die Wälder südlich der Gerlova paseka (996 m n.m.) vorbei an den Wüstungen Popelní Domky (Ascherlhäusel), Oberrichtersäge und Neuhurkenthaler Papiermühle. An seinem unteren Abschnitt fließt der Bach an Slučí Tah (Schnepfenstrich) und Paseka (Holzschlag) vorbei. Nördlich der Wüstung Zettlova Hůrka (Hurka) bildet der Slatinný potok ein zunehmend tieferes Tal. Nach 11,5 Kilometer mündet der Slatinný potok unterhalb der ehem. Glaserwaldmühle in die Křemelná. Das Einzugsgebiet umfasst 31,1 km², der Durchfluss beträgt an der Mündung 0,75 m³/s.
Der Lauf des Baches führt fast ausschließlich durch Wälder.

## Geschichte
Das Filzbachtal war nur sehr dünn besiedelt. Anfänglich wurden in den Wäldern am Oberlauf des Baches Waldglashütten betrieben, später folgten einige Mühlen und Brettsägen. Erst im 18. Jahrhundert wurden in dem Tal, das Teil königlichen Waldhwozd war, die Dörfer Holzschlag und Schnepfenstrich angelegt.
Von 1948 bis 1991 lag das Tal größtenteils im Sperrgebiet des Truppenübungsplatzes Dobrá Voda. In dieser Zeit wurden die Orte Paseka und Slučí Tah größtenteils zerstört.

## Zuflüsse
- Gerlův potok (Gerlbach; l), bei der ehem. Gerlova pila
- Sklářský potok (Schreitbach; r) bei der ehem. Neuhurkenthaler Papiermühle